# 福建省
福建省（ふっけんしょう、中国語: 福建省、拼音: Fújiàn Shěng、英語: Fujian Province）は、中国の省の一つである。大部分を中華人民共和国が統治し、一部の島嶼（金馬地区）を中華民国（台湾）が実効支配している。

## 地理
福建省は略称を「閩」（びん）と称する。中国大陸南東に位置し、北は浙江省、南西は広東省、西は江西省と隣接している。また台湾海峡を挟み、台湾と接している。省内に武夷山脈と戴雲山脈があり、武夷山脈が江西省との境となっている。多くを山間地が占めるが、3751.5kmに及ぶ入り組んだ海岸線を持つなど、省内の地域差が大きい。宋代に福州・建州・泉州・漳州・汀州・南剣州の六州と邵武軍・興化軍の二軍に分かれていたことから、八閩（はちびん）とも称される。
気候は地域差もあるが、全般に温暖で、四季春の如しともいわれる。

## 言語
福建省は中国国内でも地域による方言差の激しい地域である。主に福建省で使用される閩語（広義の福建語）は中国語の7大方言のひとつで、さらに閩南語・閩北語・閩東語・莆仙語・閩中語・閩贛語などに分かれているが、異なる区分の方言同士では会話が困難である。閩西ともよばれる西の内陸部には客家語を話す人々も多い。他に、南平市には北方話の言語島があり、浦城県の一部では呉語が使われている。閩東語と閩南語は、テレビ・ラジオの放送でも使用されている。

## 歴史

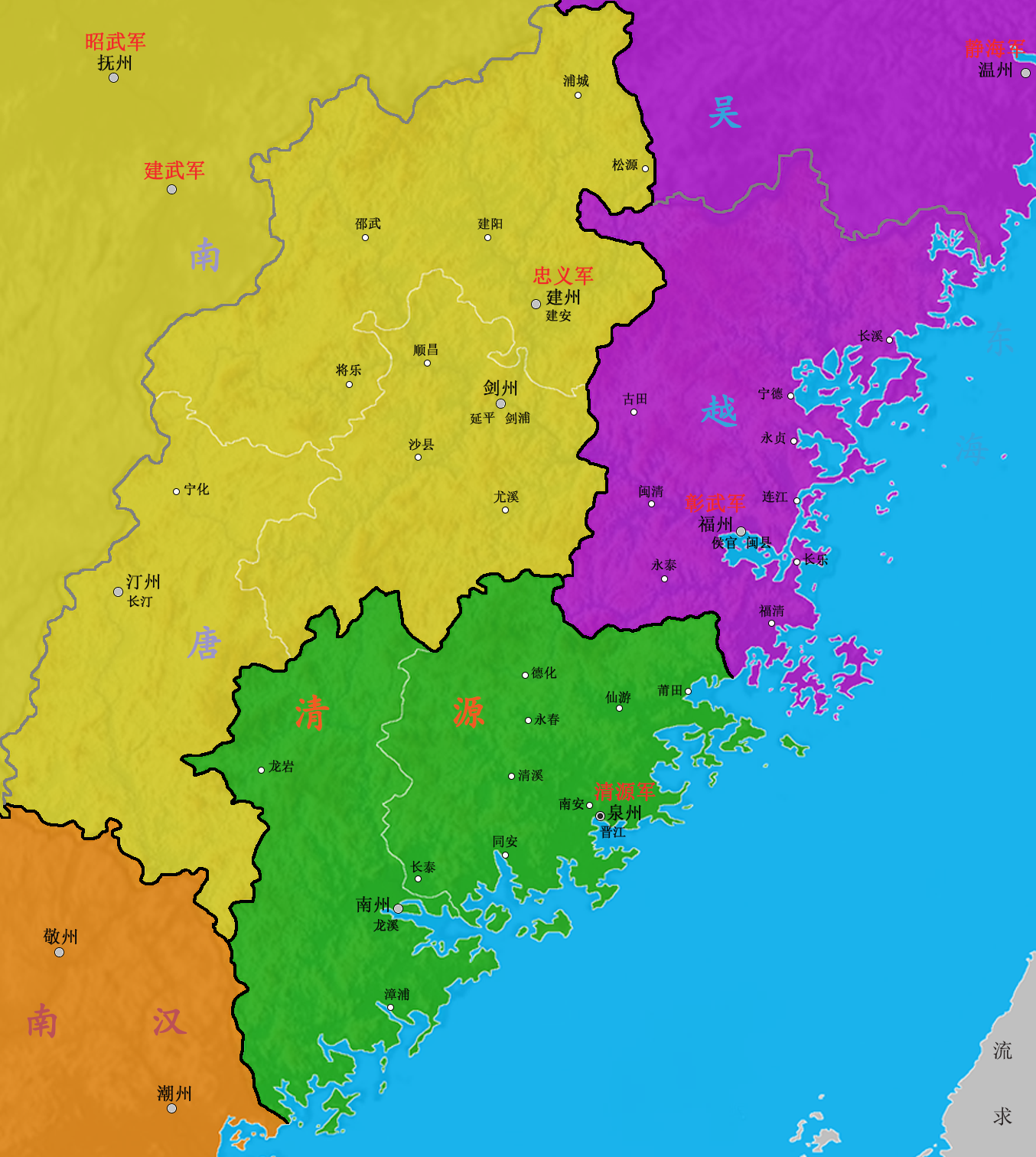
閩地が三分された時期の福建の形勢図、957年

古代閩人の領域であり、戦国時代に楚に滅ぼされた越王族が閩に逃げ込んだため、閩越と呼ばれるようになった。紀元前221年、秦に征服されて閩中郡が設置されたが、秦末の動乱期に閩越国として独立した。東冶（現在の福州）に都を置き、92年間にわたって漢に抵抗したが、武帝に滅ぼされた。
非漢族はその後も長く勢力を保ったが、福建東部（福州とその周辺）と福建西北部（建州とその周辺）において漢族の開拓が進み、唐代半ばまでには両地域が結びついた。福建の漢化を決定付けたのは、唐代後期に地の利から沿岸地域を舞台に国内・海外貿易が盛んになり、加えて中原の戦乱を避けて様々な階層の人間がこの地に移住してきたことである。
909年、王審知によって建てられた閩のもとで、福建の開発が進められた。945年、閩は南唐に併合された。北宋では泉州に貿易官庁である市舶司が設置され（1087年）、朱熹をはじめ多くの文人・官僚を輩出するようになるなど、わずか300年余りで未開地の典型であった福建は、先進地域の仲間入りを果たした。だが、福建は山地が海に迫り、耕地が少ないため、人口密度が過剰状態となった。福建は海上貿易が盛んであったこともあり、開発が一段落すると、更なる飛躍を求めて海外に移住する者が後を絶たなかった。現在の台湾の本省人や東南アジア華僑の多くは福建からの移住者の子孫である。大部分は閩南地方の泉州・漳州・アモイからの移民で、シンガポール・マレーシアなどには閩中地方の莆田（興化）や閩東地方の福州などからの移民もいる。
海流の関係で日本に近く、近世には倭寇と結託して密貿易を行う福建人が多かった。近年日本に渡った在住華僑の多くは閩東の福清や福州を中心とした福建出身であり、また蛇頭による日本密航も福建を出発地とすることが多い。アメリカ合衆国への移民も近年急増している。

## 行政区画
中華人民共和国支配地域に9地級市が設置されている。
| No. | 名称   | 中国語表記 | 拼音          | 面積 (km2) | 人口 (2020年) | 政府所在地 |
| --- | ------ | ---------- | ------------- | ---------- | ------------- | ---------- |
| # | 福建省 | 福建省     | Fújiàn Shěng  | 121400.00  | 41,540,086    | 福州市     |
| 福建省の行政区画 |        |            |               |            |               |            |
| |        |            |               |            |               |            |
| — 副省級市 — |        |            |               |            |               |            |
| 2 | 廈門市 | 厦门市     | Xiàmén Shì    | 1699.39    | 5,163,970     | 思明区     |
| — 地級市 — |        |            |               |            |               |            |
| 1 | 福州市 | 福州市     | Fúzhōu Shì    | 12155.46   | 8,677,249     | 鼓楼区     |
| 3 | 竜岩市 | 龙岩市     | Lóngyán Shì   | 19028.26   | 2,723,637     | 新羅区     |
| 4 | 南平市 | 南平市     | Nánpíng Shì   | 26280.54   | 2,680,645     | 建陽区     |
| 5 | 寧徳市 | 宁德市     | Níngdé Shì    | 13452.38   | 3,146,789     | 蕉城区     |
| 6 | 莆田市 | 莆田市     | Pútián Shì    | 4119.02    | 3,210,714     | 城廂区     |
| 7 | 泉州市 | 泉州市     | Quánzhōu Shì  | 11245.00   | 8,782,285     | 豊沢区     |
| 8 | 三明市 | 三明市     | Sānmíng Shì   | 22928.79   | 2,486,450     | 三元区     |
| 9 | 漳州市 | 漳州市     | Zhāngzhōu Shì | 12873.33   | 5,054,328     | 竜文区     |
| * 泉州市の一部（金門県）、福州市の一部（馬祖島）、及び莆田市の一部（烏丘嶼）は中華民国（台湾）福建省の統治下にある。 |        |            |               |            |               |            |

## 経済
2009年の省市区別GDPで、福建省は全国第10位である。泉州市は福建省の経済中心地である。軽工業、電子、食品、木工を中心とした工業生産が多い。
大陸部には南部を中心に台湾からの直接投資が多く、在住する台湾人も多い。2017年には福建省に来た台湾出身者は延べ300万人を超えている。経済的には海峡を挟んだ統合が進んでいる。
烏龍茶の生産地として広く知られ、特に武夷山市で生産される武夷岩茶（ぶいがんちゃ）は世界的著名である。また、古くからラプサンスーチョン紅茶の輸出も続いている。
他の天然資源では、花崗岩などの石材やその加工品、馬尾松から採取するロジンの産地として知られる。
泉州市付近には、紙製の衛生用品の大手メーカーや靴メーカーが集まっている。

## 観光

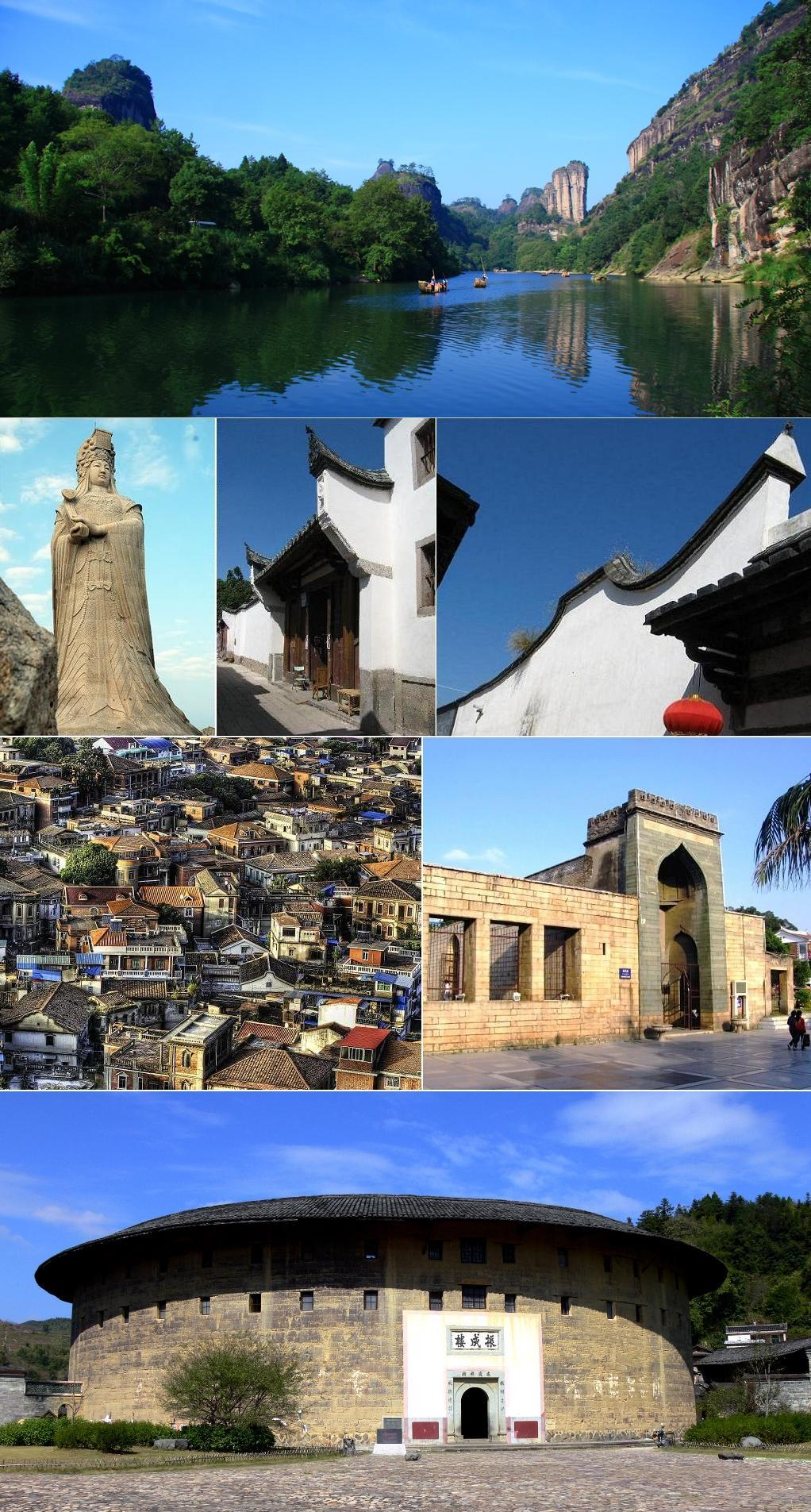
上、左から順に、武夷山、莆田湄洲島の媽祖像、福州三坊七巷の大門と防火壁、アモイの鼓浪嶼の洋風建築、泉州城古清浄寺、福建土楼の振成楼。

福建省には福州、泉州、漳州、アモイ（コロンス島）、長汀の国家歴史文化名城があり、世界遺産として文化遺産の福建土楼、鼓浪嶼、泉州の文化財と複合遺産の武夷山がある。

## 文化

### 地方劇
福建省の伝統的地方劇には閩劇（福州）、梨園戯（泉州）、高甲劇（泉州）、薌劇（漳州）、莆仙戯（莆田）、木偶戯（傀儡戯、布袋戯）、漢劇など、24種がある。

### 福建料理
主に次の系統に分かれるとされる。
- 福州菜：あっさりしたスープから濃厚な紅麹風味のものまで、味や素材のバラエティーに富む。
- 閩南菜：台湾料理の基礎となす料理で、比較的あっさりしたものや甘めの料理が多く、たれをつける料理が多いのも特徴。
- 閩西菜：客家料理の一種で、素朴で、比較的塩味の濃い料理。

### 工芸品
- 福州脱胎漆器
- 福州寿山石刻
- 泉州漆線彫
- 泉州恵安石彫

## 教育
- 国立大学
  - 廈門大学（1921年創立、廈門）
  - 華僑大学（泉州）
- 公立大学
  - 福州大学（福州）
  - 福建師範大学（福州）
  - 福建農林大学（福州）
  - 福建医科大学（福州）
  - 福建中医学院（福州）
  - 泉州師範学院（泉州）
  - 廈門理工學院（廈門）
  - 閩江学院（福州）
  - 福建技術学院（福州）
  - 集美大学（廈門）
  - 閩南師範大学（漳州）
  - 莆田学院（莆田）
  - 三明学院（三明）
- 私立大学
  - 仰恩大学（泉州）